# Dôme de Tharsis
Pour les articles homonymes, voir Tharsis.
Le renflement de Tharsis, souvent appelé dôme de Tharsis, est un vaste soulèvement volcanique d'environ 5 500 km de diamètre et s'élevant de 4 à 8 km au-dessus du niveau de référence, situé sur la planète Mars dans les quadrangles de Tharsis, Lunae Palus, de Phoenicis Lacus et de Coprates. Centré non loin de Noctis Labyrinthus, il supporte les quatre plus gros édifices volcaniques martiens  — Olympus Mons et les trois volcans formant Tharsis Montes — et comprend à la fois les très hauts plateaux de Syria Planum, Solis Planum et Thaumasia Planum, et le système de canyons constituant le fossé d'effondrement de Valles Marineris.

## Origine
La formation de ce soulèvement débute il y a plus de 3,7 milliards d'années (au début de l'Hespérien), vers 20° de latitude nord. L'activité volcanique se poursuit pendant plusieurs centaines de millions d'années jusqu'à former un plateau de plus de 5 000 km de diamètre, environ 12 km d'épaisseur en moyenne et 1 milliard de milliards de tonnes. Une masse a déformé la croûte et le manteau de Mars, modifiant leur équilibre gravitationnel, entraînant le basculement de la surface de la planète de 20 à 25 degrés il y a 3 à 3,5 milliards d'années.

## Volcans
|                                                                      |  |                                                                                                |
| Carte de la région d'Olympus Mons et de la chaîne de Tharsis Montes. |  | Le renflement de Tharsis domine l'hémisphère occidental de Mars (carte topographique de MOLA). |

Une douzaine de volcans notables se trouvent dans cette région :
| Volcan           | Type     | Coordonnées         | Altitude  | Âge       | Localisation                        |
| ---------------- | -------- | ------------------- | --------- | --------- | ----------------------------------- |
|                  |          |                     |           |           |                                     |
| Alba Mons        | Bouclier | 40,5° N et 250,4° E | ~ 6 600 m | ≥ 3,50 Ga | Marge nord-ouest.                   |
|                  |          |                     |           |           |                                     |
| Uranius Tholus   | Tholus   | 26,1° N et 262,3° E | ~ 4 500 m | ≥ 4,04 Ga | Groupe d'Uranius, au nord.          |
| Ceraunius Tholus | Tholus   | 24,0° N et 262,6° E | ~ 8 250 m | ≥ 3,75 Ga | Groupe d'Uranius, au nord.          |
| Uranius Patera   | Patera   | 26,0° N et 267,0° E | ~ 6 500 m | ≥ 3,70 Ga | Groupe d'Uranius, au nord.          |
|                  |          |                     |           |           |                                     |
| Olympus Mons     | Bouclier | 18,4° N et 226,0° E | 21 229 m  | ≥ 3,83 Ga | Point culminant de Mars, à l'ouest. |
|                  |          |                     |           |           |                                     |
| Tharsis Tholus   | Tholus   | 13,4° N et 269.2° E | ~ 8 750 m | ≥ 3,71 Ga | Au centre près d'Ascraeus Mons.     |
|                  |          |                     |           |           |                                     |
| Jovis Tholus     | Tholus   | 18,2° N et 242,5° E | ~ 3 000 m | ≥ 3,70 Ga | Volcan isolé au nord-ouest.         |
|                  |          |                     |           |           |                                     |
| Ulysses Tholus   | Tholus   | 2,9° N et 239,4° E  | ~ 5 500 m | ≥ 3,92 Ga | Ouest de Pavonis Mons.              |
| Biblis Tholus    | Tholus   | 2,7° N et 235,4° E  | ~ 7 000 m | ≥ 3,68 Ga | Ouest de Pavonis Mons.              |
|                  |          |                     |           |           |                                     |
| Ascraeus Mons    | Bouclier | 11,8° N et 255,5° E | 18 225 m  | ≥ 3,60 Ga | Alignement de Tharsis Montes.       |
| Pavonis Mons     | Bouclier | 0,8° N et 246,6° E  | 14 058 m  | ≥ 3,56 Ga | Alignement de Tharsis Montes.       |
| Arsia Mons       | Bouclier | 8,4° S et 238,9° E  | 17 761 m  | ≥ 3,54 Ga | Alignement de Tharsis Montes.       |

Le renflement se serait formé avec les grands volcans formant l'alignement de Tharsis Montes, recouvrant d'autres volcans plus anciens dont certains sont encore visibles, notamment le groupe d'Uranius et les différents tholi. Alba Mons serait contemporain de la formation du renflement, mais Olympus Mons existait déjà depuis plusieurs centaines de millions d'années.